# 酸黃瓜湯
酸黃瓜湯（俄语：Рассо́льник）是是俄羅斯一種湯，起源於十五世紀。
此湯可素可葷，但酸黃瓜及其滷水為其必備材料。肉類方面用的是動物的內臟，蔬菜方面包括穀類、香草和辛香蔬菜。